# Vought F7U Cutlass
Vought F7U Cutlass là một loại máy bay tiêm kích và tiêm kích-bom phản lực hoạt động trên tàu sân bay của Hải quân Hoa Kỳ.

## Biến thể

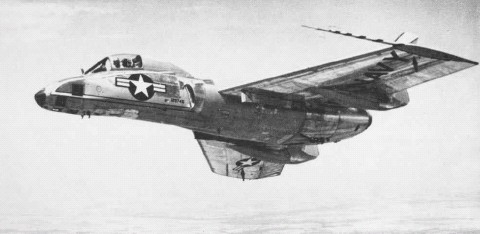
Máy bay trinh sát F7U-3P

XF7U-1
F7U-1
F7U-2
XF7U-3
F7U-3
F7U-3P
F7U-3M
A2U-1

## Quốc gia sử dụng

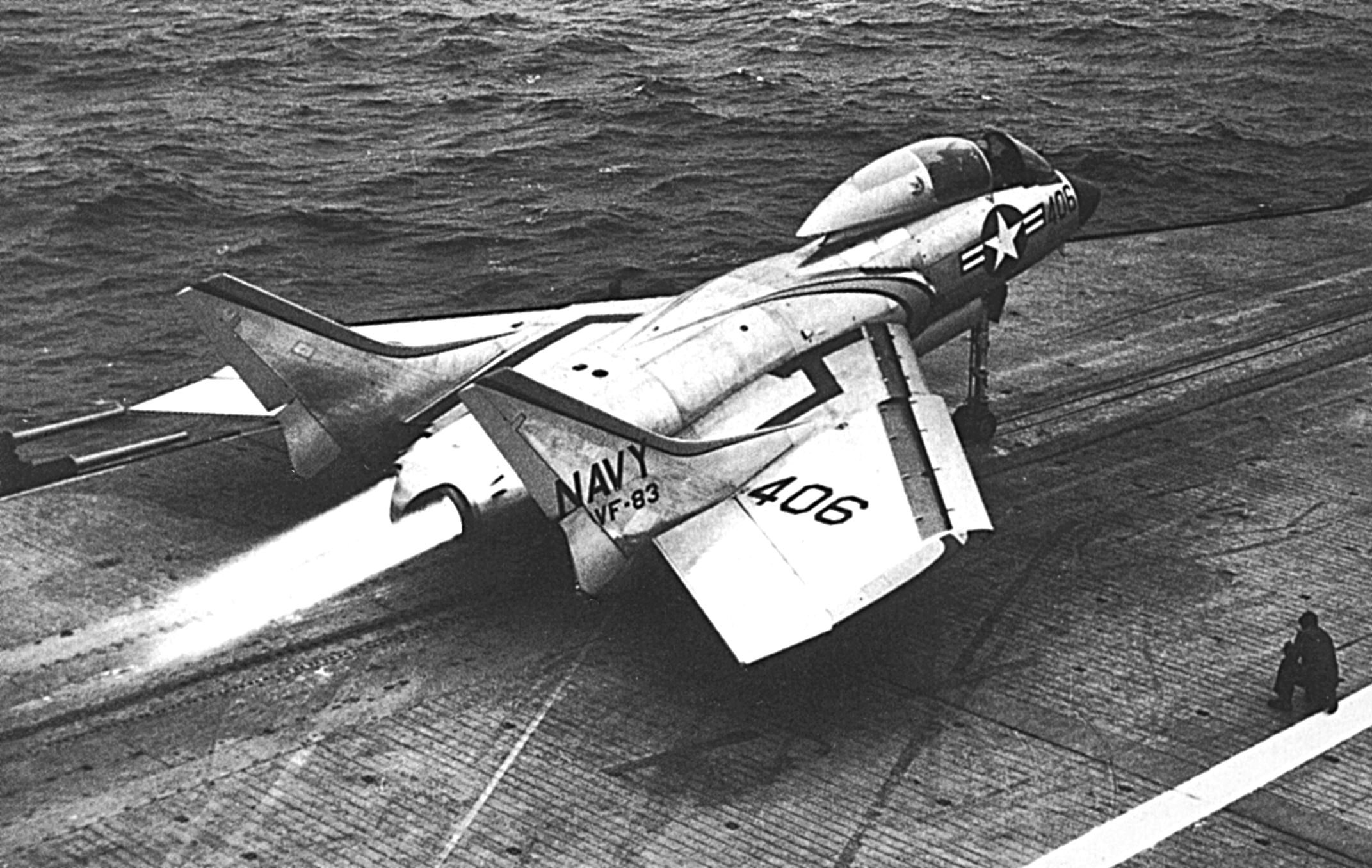
Một chiếc F7U-3 thuộc VF-83, phóng đi từ tàu USS Intrepid trong cuộc thử nghiệm năm 1954

Hoa Kỳ
- Hải quân Hoa Kỳ

## Tính năng kỹ chiến thuật (F7U-3M)
Dữ liệu lấy từ Naval Fighters Number Six<, Jane's Encyclopedia of Aviation
Đặc tính tổng quát
- Kíp lái: 1
- Chiều dài: 41 ft 3,5 in (12,586 m)
- Sải cánh: 39 ft 8 in (12,1 m)
- Sải cánh khi gập: 22,3 ft (6,80 m)
- Chiều cao: 14 ft 0 in (4,27 m)
- Diện tích cánh: 496 foot vuông (46,1 m2)
- Trọng lượng rỗng: 18.210 lb (8.260 kg)
- Trọng lượng có tải: 26.840 lb (12.174 kg)
- Trọng lượng cất cánh tối đa: 32 lb (14,53 kg)
- Động cơ: 2 × Westinghouse J46-WE-8B kiểu động cơ tuabin phản lực có chế độ đốt tăng lực, 4.600 lbf (20 kN) thrust mỗi chiếc thô, 6.000 lbf (27 kN) có đốt tăng lực

Hiệu suất bay
- Vận tốc cực đại: 606 kn (697 mph; 1.122 km/h)
- Vận tốc hành trình: 490 kn (564 mph; 907 km/h) ở độ cao 38,700 ft (12 m) tới 42,700 ft (13 m)
- Vận tốc tắt ngưỡng: 112 kn (129 mph; 207 km/h)
- Bán kính chiến đấu: 800 nmi (921 mi; 1.482 km)
- Trần bay: 40.600 ft (12.375 m)
- Vận tốc lên cao: 14.420 ft/min (73,3 m/s)
- Thời gian lên độ cao: 20,000 ft (6 m) trong 5,6 phút

30,000 ft (9 m) trong 10,2 phút
- Tải trên cánh: 50,2 lb/foot vuông (245 kg/m2)
- Lực đẩy/trọng lượng: 0,29

Vũ khí trang bị

- Súng: 4 pháo M3 20mm
- Giá treo: 4 mang được 5.500 lb (2.500 kg),kết hợp mang được:
  - Tên lửa: 4 tên lửa không đối không AAM-N-2 Sparrow I